# Ternate (Italie)
Pour les articles homonymes, voir Ternate.
Ternate est une commune italienne de la province de Varèse dans la région Lombardie en Italie.

## Toponyme
Pourrait dériver du mot terreno: terre avec l'ajout du suffixe -ate ou un nom comme Latterno, Terna ou Terina.

## Administration
| Période                                  | Période  | Identité    | Étiquette | Qualité        |
| ---------------------------------------- | -------- | ----------- | --------- | -------------- |
| 8/6/2009                                 | En cours | Enzo Grieco |           | administrateur |
| Les données manquantes sont à compléter. |          |             |           |                |

### Hameaux
San Sepolcro, Santa Maria, Roncaccio